# Ringkamp
Ringkamp är ett berg i Österrike.   Det ligger i distriktet Bruck-Mürzzuschlag och förbundslandet Steiermark, i den östra delen av landet, 110 km sydväst om huvudstaden Wien. Toppen på Ringkamp är 1 871 meter över havet.
Terrängen runt Ringkamp är bergig åt sydväst, men åt nordost är den kuperad. Runt Ringkamp är det ganska glesbefolkat, med 48 invånare per kvadratkilometer.. Närmaste större samhälle är Mariazell, 18,4 km nordost om Ringkamp. 
I omgivningarna runt Ringkamp växer i huvudsak blandskog.